# Alternativveckan

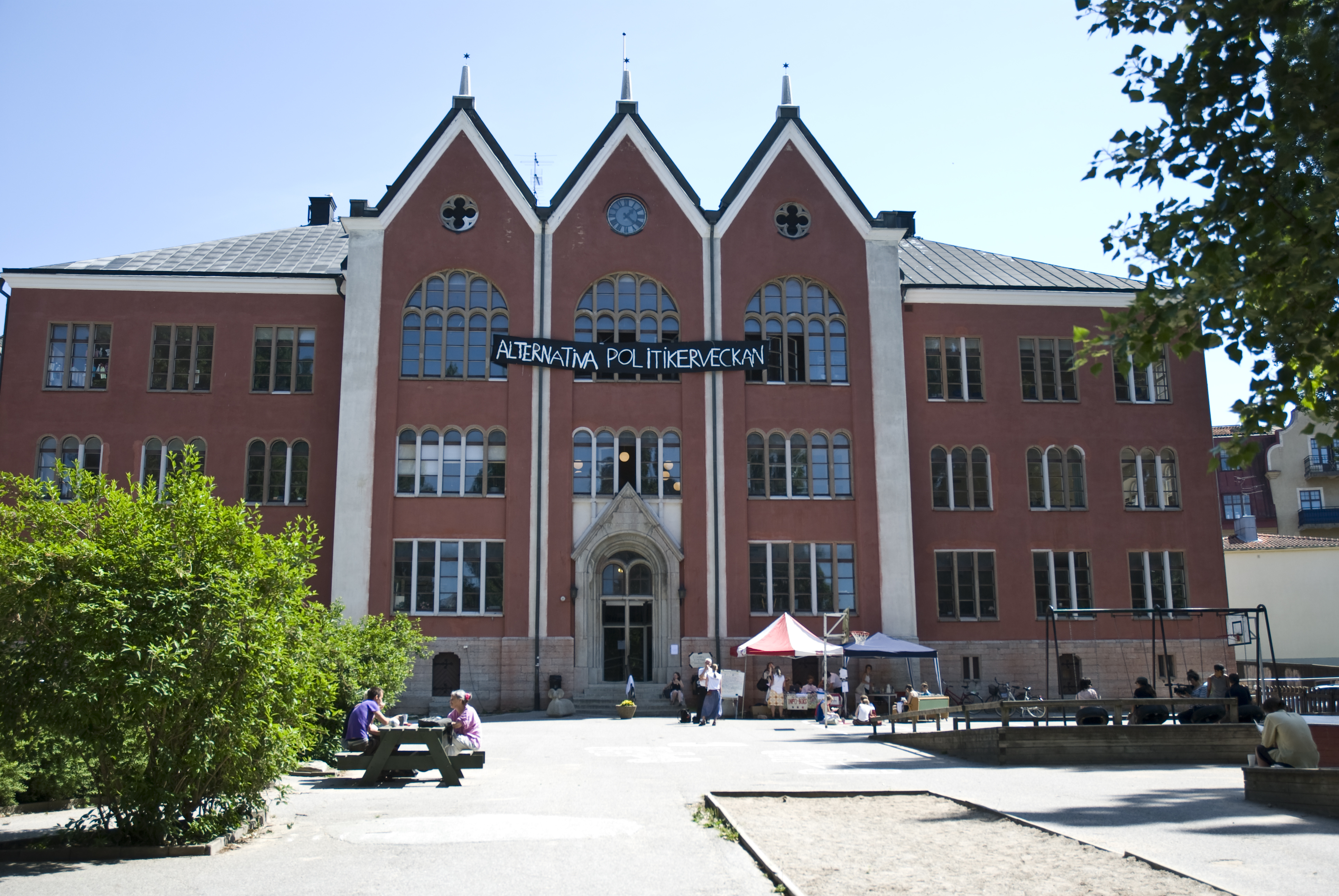
Alternativa Politikerveckan på S:t Hansskolan, 2009.

Alternativveckan (tidigare kallad Alternativa Politikerveckan) arrangeras sedan 2001 vid sidan om den vanliga Almedalsveckan i Visby som ett alternativ till denna. 
Alternativa politikerveckan arrangeras som en protest mot dagens politiska system, vars negativa sidor arrangörsgruppen anser manifesteras tydligt i Almedalsveckan. Organisationen bakom arrangemanget tar bland annat starkt avstånd från de lobbygrupper som är aktiva under Almedalsveckan med anledning av att de hävdar att lobbyverksamhet inom politiken i praktiken innebär en återgång till den gamla inkomstgraderingen av rösträtten (det vill säga ju större inkomst, desto fler röster, så som det tillämpades före 1921 i Sverige). Den organiseras i form av en öppen plattform för föreläsningar, debatter och workshops rörande idéer om konkreta lösningar i ämnen såsom miljökamp, feminism, arbetsmarknadspolitik och segregation. 
Den politiska grundtanken med Alternativa politikerveckan uppges vara att välkomna människor, grupper och organisationer som vill bedriva politisk kamp underifrån eller lokalt. Veckan organiseras av en öppen samordningsgrupp med deltagare från Visby, Göteborg, Stockholm, och Uppsala och är ett icke vinstinriktat arrangemang.
Den 29 april 2012 beslutades att inställa den Alternativa politikerveckan 2012.